# Office public de l'habitat des Hautes-Pyrénées
 (février 2011).
Si vous disposez d'ouvrages ou d'articles de référence ou si vous connaissez des sites web de qualité traitant du thème abordé ici, merci de compléter l'article en donnant les références utiles à sa vérifiabilité et en les liant à la section « Notes et références ».
L'Office Public de l’Habitat des Hautes-Pyrénées (OPH65 ou OPAC65) est un organisme public chargé d'offrir au département des Hautes-Pyrénées et à sa population des logements de qualité à prix modéré à la location comme à l’accession à la propriété.
Ses missions de service public se déclinent concrètement dans toute action directe ou indirecte en lien avec le développement de logements sociaux et l’aménagement de nouveaux quartiers. L'OPH65 est le premier bailleur social des Hautes-Pyrénées.

## Historique

### Contexte
Dans les Hautes-Pyrénées, l’industrialisation ne se développe véritablement qu’à la fin du XIXe siècle. Tarbes (mais également Bagnères-de-Bigorre) attire une population ouvrière importante qu’il faut loger. Si, jusque-là, loger les ouvriers est avant tout l’affaire des patrons, la loi Siegfried du 30 novembre 1894 donne aux communes et aux départements compétence en matière de construction de logements ouvriers. Les solutions et capacité de financement pour la construction d’Habitations à Bon Marché (HBM), aussi appelées les habitations ouvrières, se trouvent dans l’épargne populaire avec le livret A couplé à un système d’emprunt très favorable accordé par l'État aux collectivités territoriales mais aussi aux organismes privés. La construction de logements décents et sains, destinés à la location ou à la vente à des prix peu élevés, peut enfin se développer.
C’est dans un réel contexte de pénurie de logements que le Département des Hautes-Pyrénées décide la création d’un Office Public Départemental d’Habitations à bon marché en 1919.
En plus d’un siècle, le logement social va évoluer et avec lui la compétence étendue des Offices Publics de l’Habitat, constructeurs, gestionnaires, aménageurs de l’habitat social.

### Chronologie
19 décembre 1919

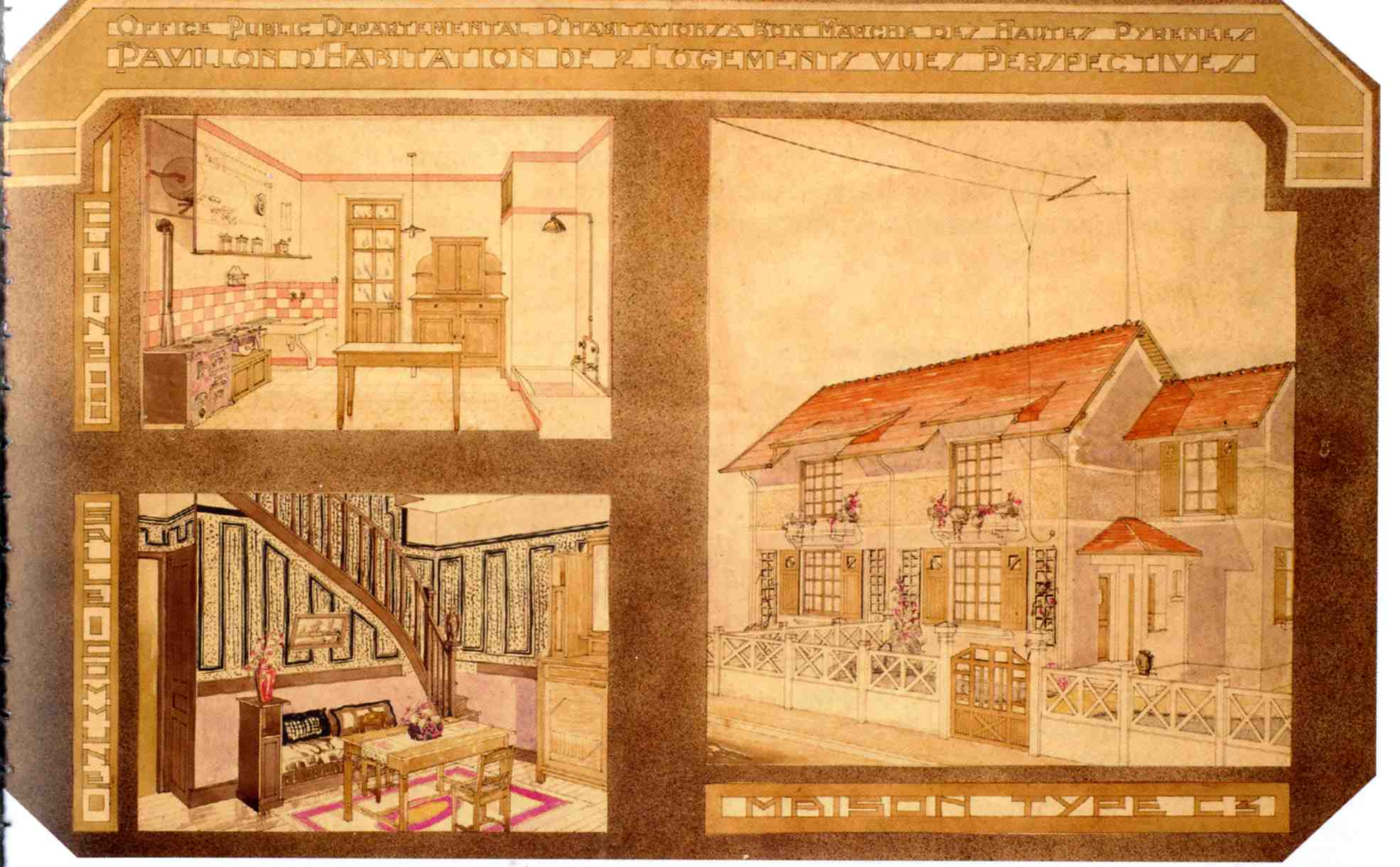
Le Nid

Création par arrêté interministériel de l’Office Public d’Habitations à Bon Marché des Hautes-Pyrénées, rattaché au Conseil Général.
14 septembre 1929
Premier programme de l’Office, sur concours, pour la réalisation de trente-deux maisons à bon marché à Tarbes. Au début du XXe siècle, les habitations ouvrières étaient généralement conçues en maisons individuelles jumelées, avec jardin ; les chambres se trouvaient à l’étage.
29 juillet 1950

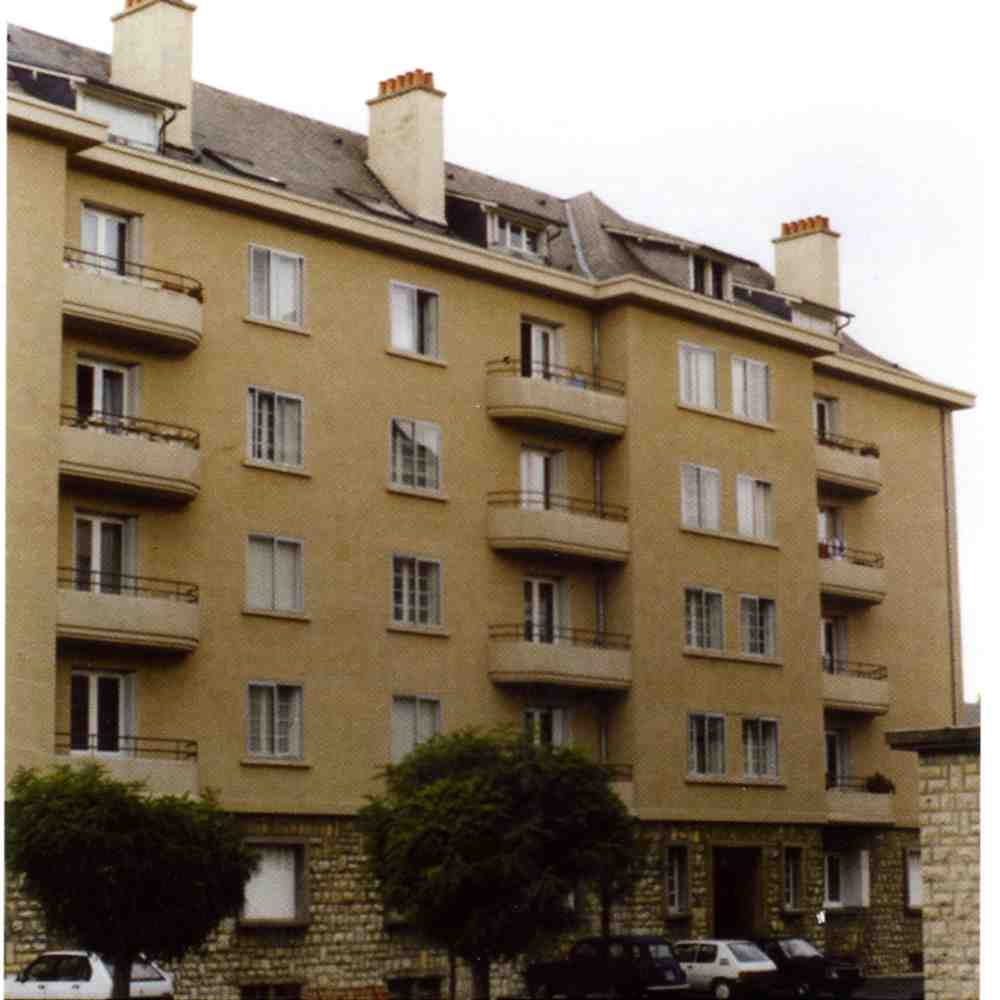
Le Martinet

Conformément à la loi, l’Office devient : « Office Public Départemental d’Habitations à Loyer Modéré des Hautes-Pyrénées » (OPD HLM). Après-guerre, l’habitat social se transforme, les logements deviennent collectifs, avec la construction d’immeubles de 3, 4, 5 ou 6 étages (sans ascenseur). L’OPDHLM des Hautes-Pyrénées n’échappera pas à la logique de « gain de place ».
1955
Le Conseil Général qui jusque-là allouait des budgets de fonctionnement à l’OPD HLM cesse de voter un budget pour l’Office. L’auto-financement de l’OPD HLM est assuré par l’encaissement des loyers.
1959
Suppression de l’Office Municipal HLM de Lourdes. Le programme de construction de 400 logements HLM sur Lourdes est confié à l’OPD HLM par décision préfectorale. À Lourdes, dans les années 1960, un nouveau quartier voit le jour : l’Ophite. Les architectes De Marien, Caubet et Cahuzac proposent un ensemble architectural avec Tours et « longues barres » à étages élevés. Cette tendance nationale à ériger des bâtiments de plus en plus haut avec des quartiers de plus en plus denses est liée à un besoin croissant de logements et voit son apogée dans les années 1970.
1961
C’est au début des années 1960 que les missions de l’OPD HLM se diversifient : divers projets de construction, hors logement familial sont étudiés : centres sociaux, crèches, résidences universitaires, foyers pour jeunes travailleurs, hébergement de personnes âgées. Première réalisation hors logement familial : foyer-hébergement pour personnes âgées, rue Eugène Ténot à Tarbes, livré en 1964 et géré par le Bureau d’aide sociale de la ville.
1er juillet 1966

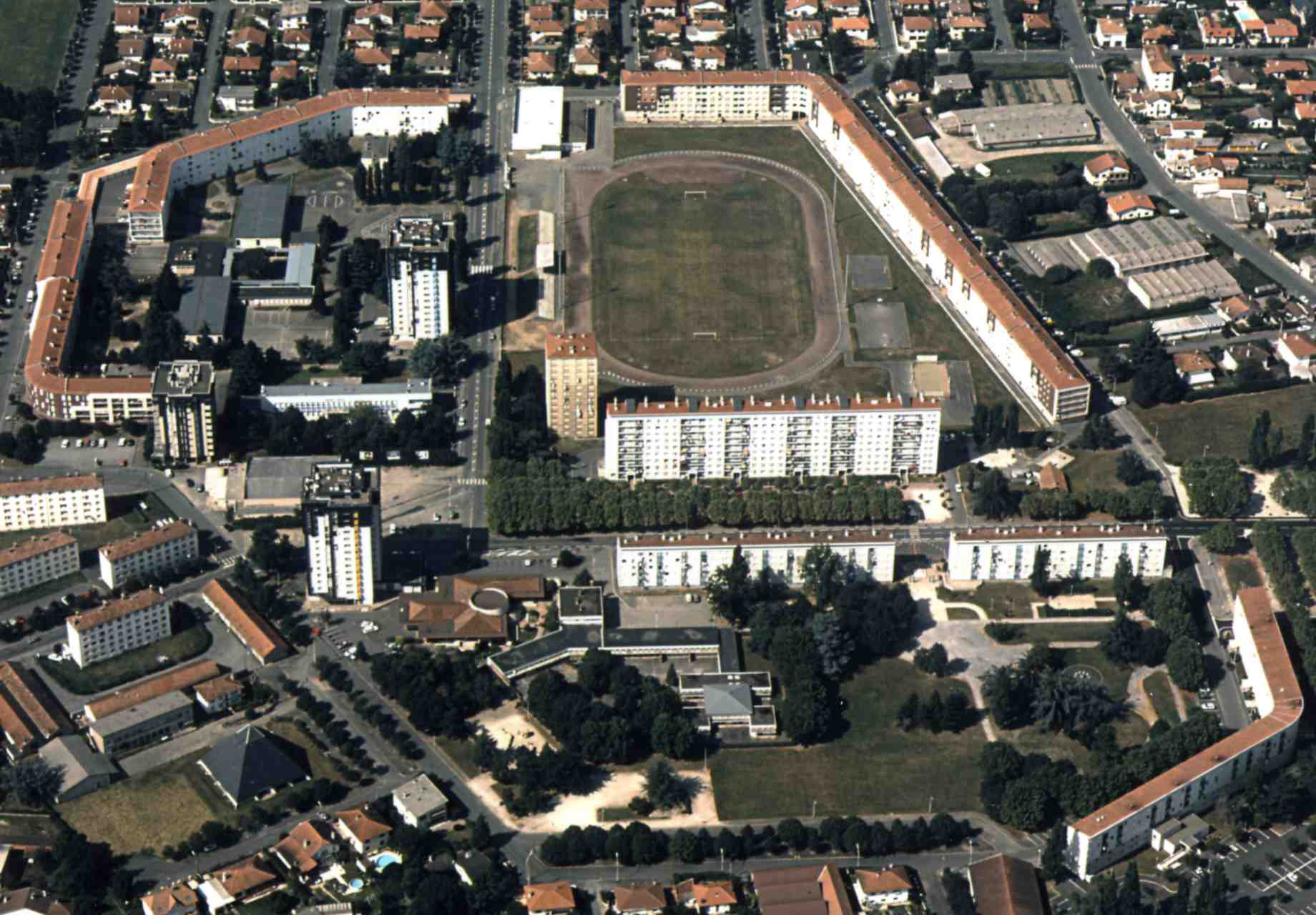
Cité Laubadère

Classement de l’OPD HLM parmi les Offices Publics gérant de 3 000 à 5 000 logements. Sur les 3 178 équivalent-logements que gère l’OPD HLM, un tiers des logements sont concentrés dans le quartier Nord de Tarbes dont 555 dans la toute nouvelle Cité Laubadère pensée par les architectes De Marien, Caubet et Cahuzac. La cité totalisera 948 logements en 1969 à la livraison du dernier bâtiment.
19 décembre 1969
L’OPD HLM obtient le statut de compétence étendue. Ce statut place l’Office comme instrument de la promotion sociale du logement auprès des collectivités locales et permet l’affectation de crédits destinés à la construction de logements dans le cadre de programmes en accession à la propriété. L’OPD HLM peut désormais mener des opérations de construction en tant que prestataire de services notamment pour le compte de collectivités territoriales ou d’administrations publiques.
1972
Premier programme de construction de logements sociaux en accession à la propriété dans le cadre de l’Opération de Renouvellement Urbain du quartier du Martinet à Tarbes. Divers projets sont entrepris pour le compte de tiers.
1975
Le 5 août, fusion de l’Office Municipal d’HLM de Bagnères-de-Bigorre et de l’Office Public Départemental d’HLM. Les 383 logements construits et gérés par l’Office Municipal entrent désormais dans le patrimoine de l’Office départemental. En cours d'année, l’aménagement du quartier Clair Vallon à Bagnères-de-Bigorre est achevé avec la livraison des 50 derniers logements. Au milieu des années 1970, le gouvernement lance un vaste programme de concours d’architecture nouvelle afin de trouver de nouveaux concepts d’habitat et d’en finir avec les traditionnelles tours et les barres d’immeubles. L’idée est de construire de nouveaux quartiers accueillants à visage humain qui ne seront plus relégués au rang de « cités dortoir » avec les phénomènes de marginalisation et d’insécurité qu’elles engendrent. Lauréat du concours Architecture nouvelle dans le sud-ouest, le projet « Système domino » conçu par MM Hébrard et Grésy sera réalisé dans le quartier Labastide à Lourdes : 190 logements livrés en 1980 sont regroupés sous le nom de résidence Turon de Gloire.
1er janvier 1977
Classement de l’Office parmi les Offices Publics gérant de 5 000 à 10 000 logements : l’Office gère désormais 5 106 équivalent-logements.
11 février 1977
Premiers pas de l’Office en tant qu’aménageur : co-aménagement de la ZAC de l’Ormeau dans le quartier Ormeau-Figarol à Tarbes dans un souci de mixité sociale. ZAC de l’Ormeau à Tarbes : 1138 logements destinés à l’accession sociale à la propriété mais également à la location, une galerie marchande, un parc… livrés entre 1982 et 1986.
1978
Nouvelles activités de l’Office : projets pionniers de tourisme social (village vacances à Val-Louron); acquisition-amélioration d’habitat ancien. L'achat puis la réhabilitation de bâtiments anciens, souvent à l’architecture régionale, laissés à l’abandon par les communes, devient un axe important de développement du logement social dans les Hautes-Pyrénées et permet la dynamisation de milieux ruraux. Exemple d’acquisition-amélioration : l’ancienne usine de chapelets de Sarrancolin est devenue en 1979 la résidence « Les Chapelets » proposant 18 logements à la location.
Années 1980
Les bailleurs sociaux et les architectes proposent aux locataires des logements sociaux qui cherchent à tenir compte des désirs des consommateurs : le concept de logement social évolue : les immeubles à l’architecture moderne et chaleureuse sont désormais construits sur deux ou trois étages, les programmes de construction de maisons individuelles se multiplient. L’image des HLM veut changer auprès du public.
24 juillet 1990
Transformation de l’OPD HLM en Office Public d’Aménagement et de Construction des Hautes-Pyrénées (OPAC 65) conférant à l’Office le statut juridique d’un Etablissement Public à caractère Industriel et Commercial (EPIC). Le champ d’action en matière d’aménagement du territoire est élargi. Résidence Plein soleil à Lannemezan, 23 pavillons « écologiques » : ossature et bardage bois, exposition plein sud pour les économies d’énergie. Projet étudié en 1983 et livrés en 1986.
2004
L’OPH 65 s’engage dans l’Opération de Renouvellement Urbain (ORU) du quartier Nord de Tarbes et de communes du Grand-Tarbes. Objectifs : embellir les quartiers, les rendre moins denses et proposer de nouveaux logements répondant aux normes de construction actuelle tout en favorisant la mixité sociale ; création de nouveaux quartiers. Finalement et en six ans, l’ORU représente 732 logements démolis, 506 construits, 640 réhabilités et 776 résidentialisés.
18 octobre 2007
Conformément à la loi, l’OPAC 65 devient Office Public de l’Habitat des Hautes-Pyrénées (OPH 65), ce changement de nom n’entraîne pas de modification du statut juridique.

## Organisation
Établissement Public à caractère Industriel et Commercial, l’OPH65 est géré conformément aux lois régissant les Offices Publics de l’Habitat par un conseil d’administration - Instance décisionnelle, le conseil d’administration détermine et oriente les priorités d’action qui lui sont proposées par le bureau et vote les budgets.
Le bureau prépare les ordres du jour soumis au conseil d’administration. Le directeur général est le responsable légal du fonctionnement administratif, financier et  technique de l’office.
Diverses commissions (Commission d’attribution des logements, Commission Interne des marchés, etc.) permettent le bon fonctionnement de l’OPH65 dans ses diverses finalités, toujours veillant à l’intérêt de l’établissement. Au moins un représentant des locataires figure dans les commissions.

### Services
La direction générale, les services administratifs et financiers sont localisés au siège. Des antennes décentralisées permettent une meilleure proximité avec les locataires. Deux agences (agence Nord basée à Tarbes, Agence Sud basée à Lourdes) gèrent sous la responsabilité de chefs d’agence les relations quotidiennes avec les locataires. Une régie technique (chauffagistes et techniciens polyvalents), annexée à l’agence nord, permet d’effectuer les entretiens et réparations courantes du patrimoine.

### Sectorisation territoriale
La répartition du territoire par secteurs opérationnels permet une plus grande réactivité et assure une meilleure qualité des services et des relations avec les locataires. Cinq antennes de proximité permettent un accueil privilégié des locataires. Elles sont situées à Tarbes, Lourdes, Bagnères-de-Bigorre, Lannemezan et Vic-en-Bigorre.
Chaque territoire est supervisé par un responsable technique et un chargé de clientèle.
- L’agence sud couvre quatre territoires totalisant 2545 logements locatifs familiaux : Lourdes 1, Lourdes 2, Lannemezan, Bagnères-de-Bigorre.
- L’agence Nord couvre six territoires totalisant 4247 logements locatifs familiaux : Tarbes nord (incluant le nord du département), Tarbes nord-ouest (incluant Bordères-sur-l'Échez), Tarbes ouest (Zone Tarbes ouest + Azereix et Ibos), Tarbes sud-ouest (Odos, Laloubère, Juillan et Ossun), Tarbes sud-est (incluant Soues et Barbazan-Debat), Tarbes est (incluant Aureilhan et Séméac).

### Missions
L’Office Public de l’Habitat des Hautes-Pyrénées accompagne les Élus, les collectivités locales et territoriales dans la réalisation de leurs projets d’habitat ou de structure d’accueil.
Son statut d'Établissement public à caractère industriel et commercial lui permet de réaliser pour le compte de tiers ou pour son propre compte toutes opérations s’inscrivant dans le cadre de l’habitat social : de l’aménagement de lotissements à la maîtrise d’ouvrage de bâtiments destinés  à l’accession à la propriété, à la location ou à l’accueil de populations spécifiques (personnes âgées, étudiants, saisonniers, personnes handicapées…).
Principales missions
- Développement du logement dans les Hautes-Pyrénées
- Gestion locative
- Construction, amélioration et réhabilitation de logements
- Assistance auprès des collectivités locales
- Maîtrise d’ouvrage
- Lotissements
- Accession à la propriété